# Helen Betty Osborne
Helen Betty Osborne (16. Juli 1952 – 13. November 1971) war eine indigene Frau, die im Reservat Norway House in Kanada aufgewachsen ist. Sie wurde in The Pas, Manitoba, entführt und ermordet.

## Leben
Osborne wurde in Norway House geboren. Sie war das erste Kind von Joe und Justine (geborene McKay) Osborne, von der First Nation der Cree. Sie wollte zur Universität gehen und Lehrerin werden. Sie musste dafür außerhalb des Reservats studieren. Zwei Jahre besuchte sie daher die Guy Hill Residential School, in der Nähe von The Pas, Manitoba. Im Herbst 1971 lebte Osborne bei einer eurokanadischen Familie, den Bensons, und ging zur Margaret Barbour Collegiate.
Am Tag ihrer Ermordung war sie mit ihren Freunden im Northern Lite Café und war später zuhause, bevor sie wieder zum Stadtzentrum zurückging. Um Mitternacht gingen ihre Freunde nach Hause. Sie ging nach Hause um 2:30, als sie entführt, geschlagen, sexuell misshandelt und mit 50 Stichen ermordet wurde. Am Tag darauf fand der vierzehnjährige Kenny Gurba ihre Leiche. Er und sein Vater informierten daraufhin die Polizei.

## Untersuchung des Mordes
Zu Anfang verdächtigte die Polizei ihren Freund Cornelius Bighetty, aber er wurde freigelassen, als klar wurde, dass er nicht der Täter war. Man untersuchte auch ihre Freunde, doch die Ermittlungen in dieser Richtung führten ebenfalls zu Nichts.
Schließlich stellte man fest, dass es vier junge Weiße waren, die diesen Mord begangen hatten (Dwayne Archie Johnston, James Robert Paul Houghton, Lee Scott Colgan und Norman Bernard Manger). Doch erst 16 Jahre später, im Dezember 1987 wurden sie zur Rechenschaft gezogen. Sie hatten sich jahrelang im Freundeskreis mit der Tat gebrüstet; unmittelbar nach der Tat waren Spuren in ihrem Fahrzeug gefunden worden, sie wurden ignoriert. Es war ein Erfolg des Polizisten Rob Urbanoski, als er den Fall übernahm und in der Lokalzeitung nach Zeugen fragte. Dennoch wurde nur Johnston verurteilt. Houghton wurde freigesprochen. Colgan erhielt Straffreiheit als Gegenleistung für seine Aussage gegen die anderen beiden Täter. Manger wurde nie angeklagt.
Die indigene Kommission von Manitoba (Manitoba Aboriginal Justice Inquiry) untersuchte, warum die Ermittlung so lange gedauert hat und kam zum Schluss, dass Rassismus, Sexismus und Indifferenz die Hauptmotive waren. Der Fall wurde offiziell am 12. Februar 1999 von der Royal Canadian Mounted Police geschlossen.

## Konsequenzen
Die Regierung von Manitoba entschuldigte sich für das schändliche Ereignis am 14. Juli 2000 durch Gordon Mackintosh, den Justizminister. Die Provinz richtete ein Stipendium mit dem Namen Osborne ein, und die Schule in der Stadt wurde zu ihrem Andenken umbenannt. Die Stadt The Pas, Manitoba, leidet zwar immer noch unter den Konsequenzen dieses Ereignisses, doch hat sich die Situation der Indianer dort seitdem gebessert.
Am 26. März 2008 wurde auch ihr Bruder ermordet. Er wurde im Zentrum von Winnipeg aufgefunden. Es war der sechste Mord im Jahr 2008.

## Kulturelle Bezüge
Am 2. Dezember 2008 veröffentlichte die Stiftung Helen Betty Osborne eine Graphic Novel Das Leben von Helen Betty Osborne, um die jungen Leute über Rassismus, Sexismus und Gleichgültigkeit zu informieren.
Die kanadische Band The Wooden Sky veröffentlichte eine EP mit vier Liedern, nämlich The Lonesome Death of Helen Betty Osborne (Der einsame Tod von Helen Betty Osborne), ein Lied mit demselben Titel When Lost At Sea. Das Lied stellt die Nacht des Mordes an Osborne dar.
Robert Munsch, ein Autor von Kinderbüchern, erzählte über seine Erfahrung, als er das Grab von Helen Betty Osborne, ein Jahr bevor die Mörder gefasst wurden, besuchte. Er berichtete, wie das Ereignis sein Leben vollkommen veränderte.
Der Fall Osborne beeinflusste den Film Die Geschwister Rez von Tomson Highway (1986). Zhaboonigan Peterson, eine behinderte Frau führt einen Monolog über zwei Weiße, die sie mit einem Schraubenzieher vergewaltigt haben (Osborne wurde 56 Mal mit einem Schraubenzieher erdolcht). Highway war ebenfalls in der Sekundarschule von The Pas und hat dort seinen Abschluss ein Jahr vor der Ermordung von Osborne gemacht.
1991 wurde die Miniserie über die Entführung und Ermordung von Helen Betty Osborne produziert. Sie heißt Verschwörung des Schweigens.
Der Schriftsteller Thomas King nennt das Verbrechen an Osborne nicht nur einen „Mord“, sondern eher eine „Schlachtung“ (slaughter).